# شترومايريت

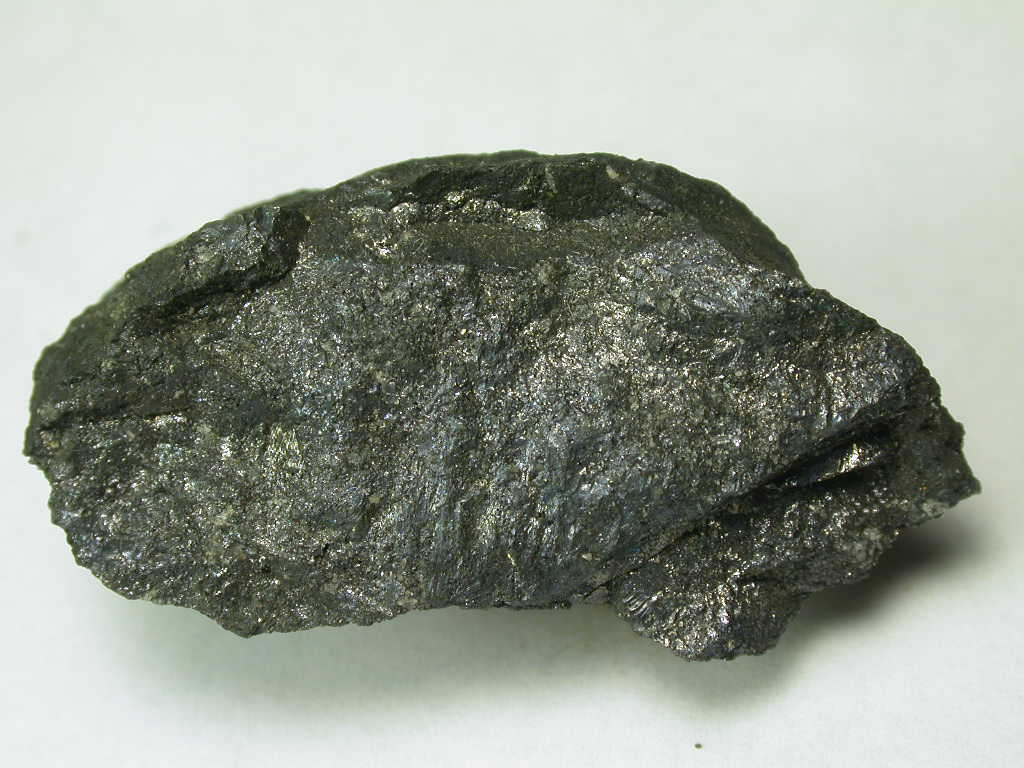
شترومايريت

الشترومايريت هو من معادن الكبريتيد المحتوي على النحاس والفضة، بالصيغة الكيميائية التالية فضةنحاسكبريت. تكون بلورات رصاصية زرقاء معتمة إلى زرقاء تميل للسواد بنظام بلوري معيني قائم.
اكتشفت في 1832 في منطقة بوهيميا المركزية، في التشيك، وسميت باسم الكيميائي الألماني، فريدريش شتروماير الذي قام بتحليل المعدن لأول مرة.